# Lindbergstjärnen
Lindbergstjärnen är en sjö i Strömsunds kommun i Jämtland och ingår i Ångermanälvens huvudavrinningsområde. Sjön har en area på 0,0569 kvadratkilometer och ligger 464,2 meter över havet. Sjön avvattnas av vattendraget Sågån.

## Delavrinningsområde
Lindbergstjärnen ingår i det delavrinningsområde (713582-144361) som SMHI kallar för Inloppet i 713845-144289. Medelhöjden är 505 meter över havet och ytan är 15,17 kvadratkilometer. Det finns inga avrinningsområden uppströms utan avrinningsområdet är högsta punkten. Sågån som avvattnar avrinningsområdet har biflödesordning 3, vilket innebär att vattnet flödar genom totalt 3 vattendrag innan det når havet efter 282 kilometer. Avrinningsområdet består mestadels av skog (89 procent). Avrinningsområdet har 0,7 kvadratkilometer vattenytor vilket ger det en sjöprocent på 4,6 procent.